# 月餅
月餅（げっぺい、中: 月饼、拼音: yuè bǐng ユェビン）は、中国の菓子の一種。月に見立てて丸く、平たい形をしている。中国各地で大きさ・材料・中に詰める餡などには違いがあり、由来についても諸説がある。

## 概説
「月餅」は中国を代表する焼き菓子である。「月餅」と書いて、日本では「げっぺい」、本場中国では「ユエピン」と呼ばれている。
最も有名な物は「広式」と呼ばれる広東省のものである。柔らかめの餡や皮を用い、茹でた鹹蛋（シェンタン、xiándàn、アヒルの卵を塩水に漬けたもの）の黄身を入れたものに人気がある。小豆餡のほか、ハスの実の餡やナツメ餡なども一般的である。一方、北京など北方のものは一般的に水分が少なめの餡を使い、クルミや松の実などのナッツを入れたものが多く、『五仁月餅』という。クルミや松の実のほか、あんずの種、ひまわりの種、ゴマが入っている。
水分が少ない分、保存性は比較的高いが、これは元々大きいものを少しずつ切り取りながら食べていたためで、最近では小型のものが一般的になっている。

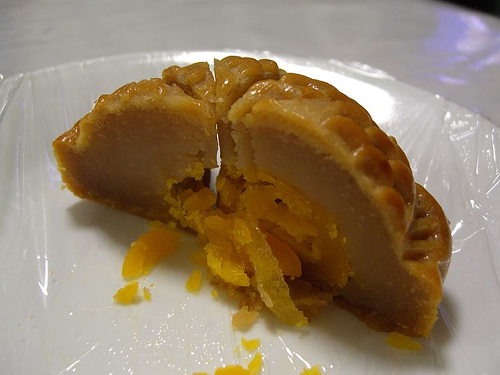
ハスの実餡が詰まった月餅（蛋黄蓮蓉）
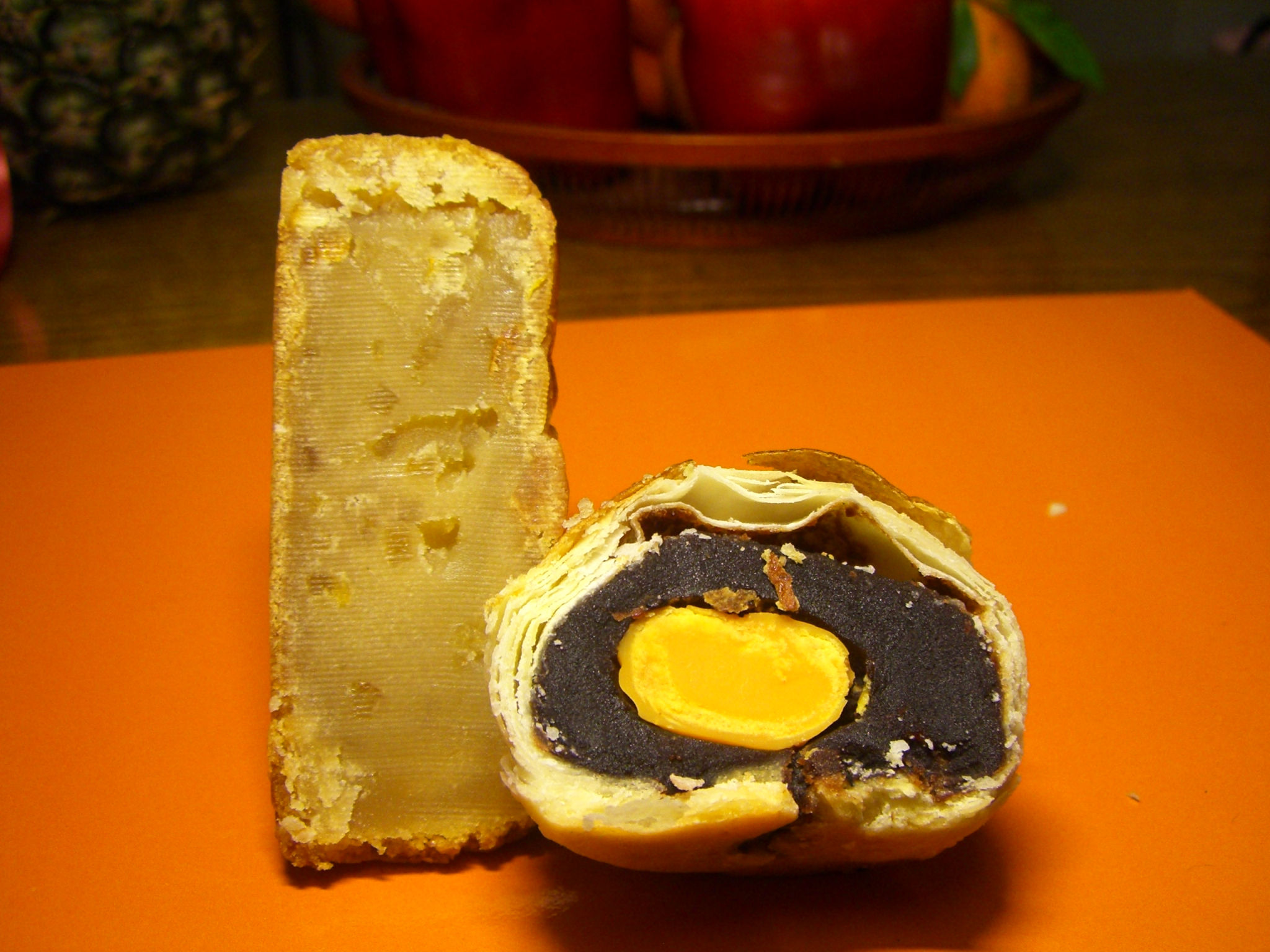
松の実餡（左側）と小豆餡に鹹蛋の黄身が入った月餅（右側）
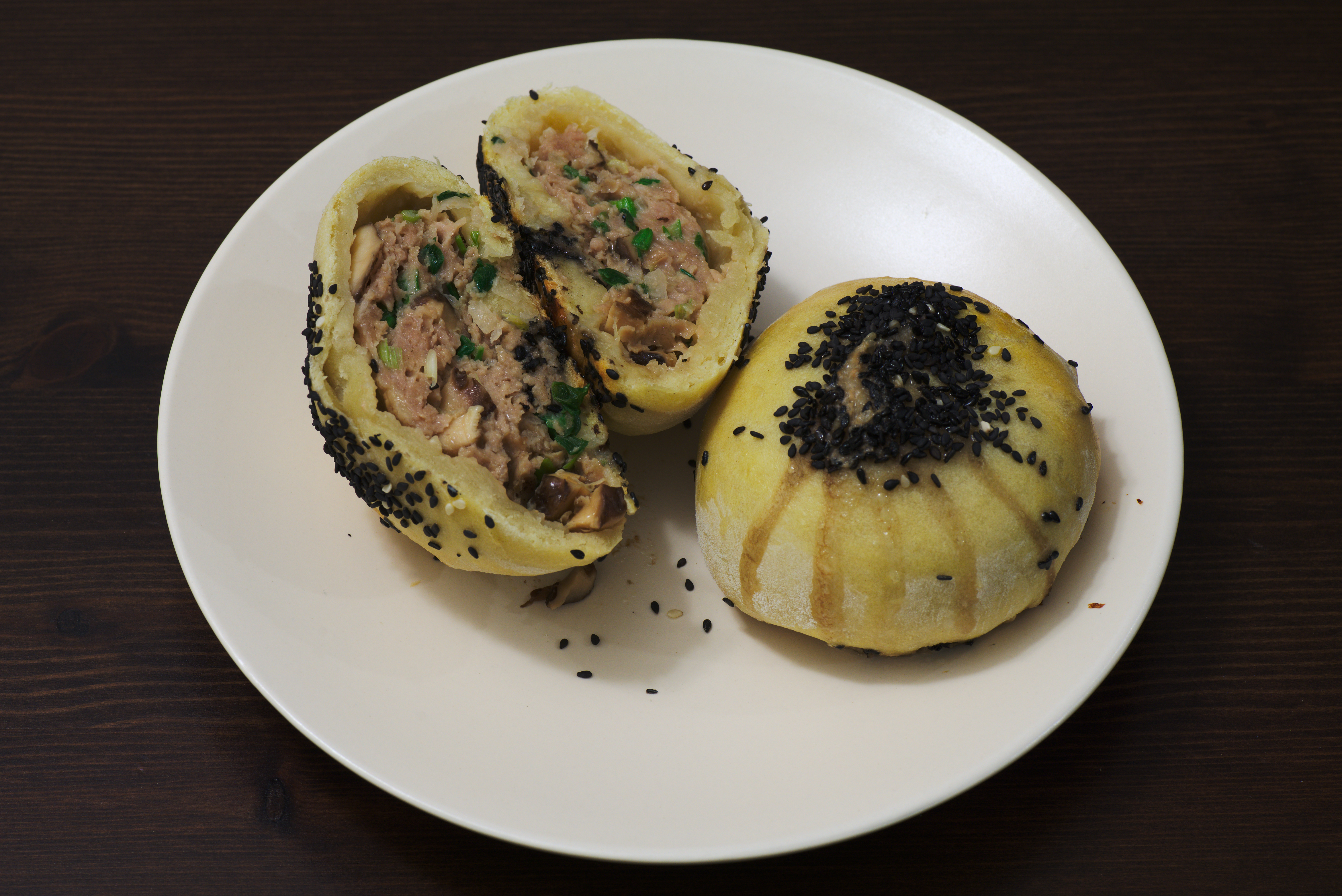
江浙一帯では一般的な、挽き肉が入った蘇式月餅

## 起源
古代の月餅はお供え物として中秋節に食べられていた。しかし、時代の変遷につれて、月餅は中秋節の贈り物に用いられるようになった。中秋節に月餅を食べる習俗は唐代に出現した。
『洛中見聞』によると、唐の僖宗は中秋節に御膳房に命じて新科の進士に紅綾で飾った餅を賜ったという。北宋の時には、このような餅は「宮餅」とよばれ、宮廷内で流行した。やがて民衆にも伝わり、当時は「小餅」や「月團」と俗称された。北宋の詩人蘇軾は「小餅如嚼月，中有酥和飴」と書き残しており、「小餅」は月餅を指していると思われる。「月餅」という言葉は、最初に南宋の呉自牧の『夢梁録』に現れた。当時の月餅は菱葩餅のような形をした食べ物で、後に円形を型どり、団円を寓意するようになった。
明代の田汝成の『西湖遊覧記』に「八月十五謂之中秋、民間以月餅相饋、取團圓之意。」と記述がある。ここから、月餅が当時民間で流行していたことが分かる。清代には既に、月餅の作り方を詳細に述べた書籍があった。清の楊光輔は「月餅飽裝桃肉餡，雪糕甜砌蔗糖霜」と書いている。
伝説によると、元代の漢人はモンゴル人の支配下で苦しみ、朱元璋は反元の旗を掲げた。しかし、元軍の監視が厳しく、反乱軍が連絡を取り合うことができなくなり、劉伯温の献策により、中秋節に中に「八月十五殺韃子（8月15日にモンゴル人を殺せ）」と書いた紙の入った糕餅を送り合い、反乱の合図に使用していた。
別の伝説によると、清代の台湾で反清運動をするとき、月餅に紙を入れて反清復明の合図に使用していた。

## 贈答品としての月餅
旧暦の 8月15日の中秋節の時、家族や親しい友人が集まり、月を愛でてこの菓子を食べる風習がある。現在は、中秋節が近づく頃、親しい人やお世話になっている人にこれを贈ることが盛んである。数多く贈る手間を省いたり、新しいものを入手できるように、特定の店で使える月餅専用の商品券で贈る場合もある。数を多く贈ると結構な出費となるので、香港では毎月積み立てをして商品券を受け取れるようにする制度もあった。
金箔を貼ったり、素材に凝った豪華な物が出てきているほか、箱に時計や洋酒といった高価な商品を詰め合わせて売る商法もあり、贈賄問題となる例もある。そのため、中国政府は 2005年の国家標準GB 19855-2005によって、月餅の包装や詰め合わせものの価値が、月餅そのもののコストの25%を超えてはならないと規定した。ただし、この標準は2015年にGB/T 19855-2015に改訂され、強制的な標準から推薦に変えられたほか、コストに関する記述は削除された。
その後も、依然として贈収賄のツールに使用される例が目立ったことから、2012年には「月餅」と明記された箱に月餅以外のものを入れることを禁止したほか、2013年には公費での月餅購入を禁止する通達を出している。
汚職撲滅を掲げる習近平政権下では2022年6月に全12条からなる月餅規制を策定するなど月餅に対する統制が更に進められ、500元以上の月餅を重点的に監視するほか、包装は3層まで、包装費は価格の15%以内、他の商品との抱合せ禁止といった事項が定められた。また国家市場監督管理総局による全国の月餅販売店への立ち入り調査が継続的に行われており、違反が発覚した際には商品の撤去を求めている。この結果、中国国内の月餅市場は縮小しており、中心価格帯を下げたり月餅を販売するホテル従業員に対し販売ノルマが課されるなど売上を増やす試みが行われているものの、景気の減速も重なって2024年には前年比で売上1割減、生産量は前年より2万トン減り30万トンになると見込まれた。
台湾では、募金のため、中秋節前、台湾の福祉関係機関・団体も障がい者が作り、または協力食品会社が提供する月餅や蛋黃酥の詰め合わせをチャリティー販売する。

## 中秋節のあとの月餅
中国では月餅は行事食であるため、中秋節を過ぎると人気を失う。そこで中秋節が終わると、市場の月餅は低価格で投げ売りされる。月餅の消費期限は最長でも30日のため、中秋節のあと、多くのメーカーは月餅を回収し廃棄して、餡の古い月餅が出るのを避け、ブランドの品質を保証する。しかし、古い餡の使いまわしが問題になったこともある。
中国雲南省では、宣威火腿（ハム）と砂糖を混ぜた餡の「雲腿月餅」や、バラの花を餡とする鮮花餅などが近年流行している。
香港では家に溜まった月餅を処理するため、月餅の餡を取り出して湯圓（湯に浮いた餡入り団子）にするなどの、さまざまな方法が考えられている。毎年香港政府は、市民に月餅を食べ過ぎて大量の糖分を吸収し、健康を害しないよう注意するよう呼びかけている。また、糖尿病患者向けの低カロリー月餅を生産するメーカーもある。また、近年では毎年香港で環境保護団体が資源の浪費を防止するため、中秋節に月餅缶回收活動を行っている。
台湾では、月餅は中秋節だけの食品ではなく（外地から入ってきた月餅を除く）、蛋黃酥のような各種の台湾式月餅は、普通の菓子のように中秋節でなくても買うことが出来る。

## 日本の月餅
1927年、日本では菓子メーカーの中村屋が日本人の口に合うように調味した商品を開発し、全国の食品店に流通させている。中華街や中華料理店で販売する例も多く、また中国茶とセットの喫茶や飲茶で出される例もある。また中秋節という本来の季節性にはこだわらず、通年で販売されている。